# Виржини Депант
Виржини Депант (фр. Virginie Despentes, рођенa 13. јуна 1969) француска је књижевница, романописац и филмски стваралац. Позната је по свом раду на истраживању пола, сексуалности и људи који живе на маргинама друштва. 

## Посао и интересовања
Депедентин рад је попис маргинализације младих; односи се на сексуалну револуцију коју је живела генерација X и на аклиматизацију порнографије у јавним просторима кроз нове комуникационе технике. Трансгресивним истраживањем граница опсцености  као романописац или филмски стваралац, она предлаже социјалну критику и противотров новом моралном поретку.  Њени ликови се баве бедом и неправдом, самонасиљем попут зависности од дрога или насиљем према другима попут силовања или тероризма, насиљем од којег је такође и сама патила. Једна је од најпопуларнијих француских аутора из ове ере.   Њена књига King Kong Theoryсе понекад предаје на родним студијама и „често се преноси на миленијумске жене као препорука хладног, не толико старијег ментора“. Годинама након објављивања њеног романа Rape Me, француске књижевне институције су је приказивале као аутсајдера или „Enfant terrible“, а критику су извлачиле и са левице и са деснице. Каснија дела попут Apocalypse Bébé (2010) и Vernon Subutex trilogy (Трилогија Вернон Тродон) (2015–17) добила су много позитивних критика. 

## Живот и каријера
Вирџини Депант рођена је као Вирџини Дагет  1969.  Одрасла је у Нансију у Француској у радничкој породици. Њени родитељи су били запослени у пошти.  Са петнаест година родитељи су је сместили у психијатријску болницу против њене воље.  Касније је рекла: „Сад сам сигурна да никада не бих била затворена да сам се родила као дечак. Лукавства и шале због којих сам завршила на психијатрији нису биле толико дивље“. Са седамнаест година Депaнт је напустила свој дом и студије. Као тинејџерка је стопирала и пратила рок бендове. 
Док је стопирала са пријатељицом, када је имала седамнаест година, Депант су пушком претили три младића, и тада је силована.   У џепу је имала оштрицу, али била је превише уплашена да би је користила. 
Депант се настанила у Лиону,  где је радила као собарица, проститутка у „салонима за масажу“ и шпијунским емисијама, продавачица у продавници грамофонских плоча, слободни рок новинар и критичар порнографског филма. 
1994. године објављена је њена прва књига Baise-moi (Кресни ме). Књига се фокусирала на две женске сексуалне раднице које се убијају  након што је једна од њих групно силована.  За књигу је узела тада презиме „Депант“, које је инспирисано са La Croix-Rousse, њеним старим суседством у Лиону. Комшилук је био брдовит; „pente” је француски за брдо.  Одабрала је књижевни псеудоним како би њена породица могла да буде удаљена од књиге. 
Депaнт се преселила у Париз. 2000. режирала је свој први филм Кресни ме, адаптацију сопственог романа, у режији са бившом порнографском глумицом Карали Трин Ти. У њему су глумиле Карен Ланком и Рафаела Андерсон. Кресни ме је савремени пример филма о силовању и освети, жанра филмова о експлоатацији.  Након објављивања романа из 1993. године, и адаптација филма била је врло контроверзна.

Док је разговарала о свом животу и раду, Депaнт је објаснила,
Постала сам проститутка и шетала улицама у деколтираним топовима и ципелама на високу потпетицу, не дугујући никоме објашњење, а сваки зарађени пени чувала сам и трошила. Стопирала сам, силована сам, поново стопирала. Написала сам први роман и објавила га под својим, очигледно женским именом, ни секунде не слутећи да ће ми, кад изађе, непрестано предавати о свим границама које никада не треба прећи... Желела сам да живим као човек, па сам живела као човек. 
Њен роман Les Jolies choses  2001. године прилагодио је за екран Gilles Paquet-Brenner, са Марион Котијар и Stomy Bugsy у главним улогама. Филм је награђен наградом Michel d'Ornano на америчком филмском фестивалу у Довилу 2001. године.
Од 2004. до 2005. године писала је блог који је документовао њен свакодневни живот. Отприлике у то време почела је да се идентификује као лезбијка и почела је излазити са шпанским филозофом Paul B. Preciadoм пре него што је прешао у мушко. 
2005. године написала је три песме за албум Va chercher la police за групу A.S. Dragon.
2006. године објавила је нефикционално дело King Kong Theory. Прича се о њеним искуствима у француској сексуалној индустрији и срамоти и похвалама које је доживела због писања књиге Кресни ме.
2009. режирала је свој први документарац Mutantes (Féminisme Porno Punk) који је емитован на ТВ Пинк.
2010. године њен роман Apocalypse bébé  добио је награду Ренаудот.
Bye Bye Blondie адаптиран је за филм са Béatrice Dalle и Emmanuelle Béart.  Cecilia Backes и Salima Boutebal направиле су сценску адаптацију King Kong Theory  током фестивала „Напољу“ у Авињону. 
2011. њен коментар на Доминика Строс-Кана појавио се у часопису The Guardian. 
Енглески превод њеног романа Vernon Subutex 1 (Вернон Тродон 1) ушао је у ужи избор за Међународну Букер награду за 2018. годину. 

## Пријем
Лорен Елкин 2018. године расправљала о својој раној несклоности Депaнт и другим писцима као што је Kathy Acker, пишући о Rape Me, „Било је беса и сарказма у списима од којих сам се окренула. Осећала сам превише емпатије према [Северине] да бих јој се ругала. Депaнт се чинила задовољним да површно суди о Северине и чинило ми се као издаја задатка романописца да на страници изнесе неку људску истину. [... ] Књига гласи као да је Депaнт имала лични резултат да се нагоди са неком фантомком изван сцене. [... ] Чинило ми се као да су Кати Екер и Депaнт истицали браду покушавајући да докажу да могу произвести дело које је ружно и агресивно као и човеково“.  Приметила је да су критичари такође „исмевали Депaнт због недостатка„ књижевног стила “. Елкин је високо похвалила касније Депaнтетине књиге Pretty Things, King Kong Theory, и Vernon Subutex, рекавши да Pretty Things „опако оповргава стереотип о шикантној Францускињи и излаже лажну срж женствености. И показује наше саучесништво, мушко и женско, индивидуално и корпоративно, у одржавању лажног идентитета женствености. Pretty Things су такође похвалили више критичара након превода Еме Рамадан. 
Anthony Cummins, рецензирајући Вернона Тродона 3, написао је да „стварна енергија романа, негде између супротног приказа и небојног стендапа, лежи у томе како Депaнт остаје ван слике како би се прича одвијала кроз мисли његове велике глумачке екипе са 20 и више филмова  [...] мрачна је прича о томе како се насиље може претворити у забаву ради зараде. То може бити исцрпљујуће, али је и окрепљујуће и тренутно заправо нема ничег сличног. “ 

## Награде и признања
- 1998. године освојила је Prix de Flore;
- 1999. године Saint-Valentin за Les Jolies Choses
- 2010. године Prix Renaudot за Apocalypse Bébé

За члана Академије Гонкур именована је 5. јануара 2016. Депaнт је поднела оставку на ову функцију 5. јануара 2020. године како би посветио више времена писању.

### Романи
- 1994 : Baise-moi (Кресни ме)
- 1996 : Les Chiennes savantes
- 1998 : Les Jolies Choses
- 1999 : Mordre au travers
- 2002 : Teen Spirit
- 2002 : Trois étoiles (roman graphique)
- 2004 : Bye Bye Blondie
- 2010 : Apocalypse Bébé
- 2015 : Vernon Subutex, 1 (Вернон Тродон, Том 1)
- 2015 : Vernon Subutex, 2 (Вернон Тродон, Том 2)
- 2017 : Vernon Subutex, 3 (Вернон Тродон, Том 3)

### Приче
- 1997 : « C'est dehors, c'est la nuit », recueil collectif Dix
- 1999 : Mordre au travers, recueil de nouvelles
- 2004 : une nouvelle dans le recueil Des nouvelles du Prix de Flore
- 2007 : Barcelone
- 2013 : une nouvelle dans le recueil La Malle

### Огледи
- 2006 : King Kong Théorie, essai autobiographique
- 2015 : avec Beatriz Preciado, French lover, essais de sociologie